# ノートルダム教育修道女会
ノートルダム教育修道女会（ノートルダムきょういくしゅうどうじょかい）はカトリック教会の女子修道会。
この修道会は1833年、バイエルン出身の修道女・テレジア・ゲルハルディンガーにより女性の教育を目的として創立され、アメリカ合衆国をはじめ、ポーランド、日本、ネパールなどの世界各地で活動している。なお、創立者のゲルハルディンガーは1985年11月17日、教皇ヨハネ・パウロ2世によって列福された。

## 教育
- ノートルダム女学院中学校・高等学校
- ノートルダム学院小学校
- 京都ノートルダム女子大学

## 参考資料
- ノートルダム教育修道会日本地区ホームページより